# Formica rufibarbis
Formica rufibarbis es una especie de hormiga del género Formica, familia Formicidae. Fue descrita científicamente por Fabricius en 1793.
Se distribuye por Armenia, China, Georgia, India, Irán, Líbano, Turquía, Turkmenistán, Albania, Andorra, Austria, islas Baleares, Bielorrusia, Bélgica, Bosnia y Herzegovina, Bulgaria, Croacia, República Checa, Dinamarca, Finlandia, Francia, Alemania, Grecia, Hungría, Italia, Letonia, Lituania, Luxemburgo, Macedonia, Moldavia, Montenegro, Países Bajos, Noruega, Polonia, Portugal, Rumanía, Rusia, Eslovaquia, Eslovenia, España, Suecia, Suiza, Ucrania y Reino Unido. Se ha encontrado a elevaciones de hasta 2058 metros. Vive en microhábitats como rocas, piedras, nidos, bordes de caminos y forraje.